# Filip Mladenović
Filip Mladenović (Servisch: Филип Младеновић) (Čačak, 15 augustus 1991) is een Servisch voetballer, die doorgaans speelt als linksback. In juli 2023 verruilde hij Legia Warschau voor Panathinaikos. Mladenović maakte in 2012 zijn debuut in het Servisch voetbalelftal.

## Clubcarrière
Mladenović begon zijn carrière in de jeugdopleiding van plaatselijke club Borac Čačak, die hij volledig doorliep. Bij diezelfde club debuteerde de linksachter dan ook, toen hij op 23 oktober 2010 in het duel tegen FK Inđija (0–0) in de basis mocht beginnen. In zijn eerste seizoen bij de club uit Čačak speelde Mladenović achttien wedstrijden, allemaal als linksback. Op 17 december 2011 vertrok hij voor circa drieënhalve ton naar Rode Ster Belgrado, waar hij een vierjarig contract ondertekende. Zijn eerste wedstrijd voor de topclub speelde Mladenović op 3 maart 2012, toen hij tegen Spartak Subotica (1–0 winst) direct in het basiselftal mocht beginnen. Zijn eerste doelpunt voor Rode Ster maakte hij een week later in de uitwedstrijd bij FK Javor Ivanjica (1–3 winst).
In 2014 ging hij voor BATE Barysaw spelen. In zijn eerste seizoen bij de club werd de nationale competitie gewonnen. Mladenović maakte op 29 september 2015 in de tweede speelronde van de UEFA Champions League 2015/16 twee doelpunten in de thuiswedstrijd tegen AS Roma. Niet eerder maakte hij in één wedstrijd twee doelpunten. Vanaf januari 2016 ging hij spelen voor 1. FC Köln. Een jaar later verkaste hij opnieuw, nu naar Standard Luik, waar hij zijn handtekening zette onder een verbintenis tot medio 2021.
Na een jaar en vijf competitiewedstrijden verkaste Mladenović naar Lechia Gdańsk. In Polen tekende hij voor tweeënhalf jaar. Na afloop van deze verbintenis tekende hij voor drie seizoenen bij clubgenoot Legia Warschau. Bij Legia won hij in het seizoen 2022/23 de beker door Raków Częstochowa te verslaan na strafschoppen. Na afloop ging Mladenović met meerdere tegenstanders op de vuist. Naar aanleiding van deze misdragingen werd hij door de Poolse bond voor drie maanden geschorst. Die zomer vertrok hij uit Polen en hij tekende voor twee seizoenen bij Panathinaikos. Voordat deze afliep werd zijn verbintenis met een jaar verlengd.

## Clubstatistieken
| Seizoen | Club               | Competitie         | Competitie | Competitie | Beker | Beker | Internationaal | Internationaal | Totaal | Totaal |
| Seizoen | Club               | Competitie         | Wed.       | Dlp.       | Wed.  | Dlp.  | Wed.           | Dlp.           | Wed.   | Dlp.   |
| ------- | ------------------ | ------------------ | ---------- | ---------- | ----- | ----- | -------------- | -------------- | ------ | ------ |
| 2010/11 | Borac Čačak        | Superliga          | 18         | 0          | 0     | 0     | —              | —              | 18     | 0      |
| 2011/12 | Borac Čačak        | Superliga          | 13         | 0          | 2     | 0     | —              | —              | 15     | 0      |
| 2011/12 | Rode Ster Belgrado | Superliga          | 12         | 0          | 3     | 0     | —              | —              | 15     | 0      |
| 2012/13 | Rode Ster Belgrado | Superliga          | 26         | 0          | 3     | 0     | 6              | 1              | 35     | 1      |
| 2013/14 | Rode Ster Belgrado | Superliga          | 4          | 0          | 2     | 0     | 4              | 0              | 10     | 0      |
| 2014    | BATE Barysaw       | Vysjejsjaja Liha   | 26         | 2          | 1     | 0     | 8              | 0              | 27     | 2      |
| 2015    | BATE Barysaw       | Vysjejsjaja Liha   | 21         | 2          | 6     | 0     | 12             | 2              | 27     | 2      |
| 2015/16 | 1. FC Köln         | Bundesliga         | 14         | 0          | 0     | 0     | —              | —              | 14     | 0      |
| 2016/17 | 1. FC Köln         | Bundesliga         | 2          | 0          | 0     | 0     | —              | —              | 2      | 0      |
| 2016/17 | Standard Luik      | Jupiler Pro League | 4          | 0          | 0     | 0     | —              | —              | 4      | 0      |
| 2017/18 | Standard Luik      | Jupiler Pro League | 0          | 0          | 0     | 0     | —              | —              | 0      | 0      |
| 2017/18 | Lechia Gdańsk      | Ekstraklasa        | 14         | 0          | 0     | 0     | —              | —              | 14     | 0      |
| 2018/19 | Lechia Gdańsk      | Ekstraklasa        | 35         | 3          | 6     | 0     | —              | —              | 41     | 3      |
| 2019/20 | Lechia Gdańsk      | Ekstraklasa        | 25         | 0          | 3     | 0     | 2              | 0              | 30     | 0      |
| 2020/21 | Legia Warschau     | Ekstraklasa        | 29         | 7          | 3     | 1     | 4              | 0              | 36     | 8      |
| 2021/22 | Legia Warschau     | Ekstraklasa        | 19         | 0          | 4     | 0     | 13             | 1              | 36     | 1      |
| 2022/23 | Legia Warschau     | Ekstraklasa        | 26         | 6          | 4     | 0     | —              | —              | 30     | 6      |
| 2023/24 | Panathinaikos      | Super League       | 30         | 1          | 6     | 1     | 8              | 0              | 44     | 2      |
| 2024/25 | Panathinaikos      | Super League       | 28         | 1          | 4     | 0     | 16             | 1              | 48     | 2      |
| Totaal  | Totaal             | Totaal             | 346        | 22         | 47    | 2     | 73             | 5              | 466    | 29     |

Bijgewerkt op 5 juni 2025.

## Interlandcarrière
Mladnović maakte in zijn eerste seizoen bij Rode Ster zijn debuut in het Servisch voetbalelftal. Op 31 mei 2012 liet bondscoach Siniša Mihajlović hem in het oefenduel tegen Frankrijk (2–0 verlies) in de basis beginnen als linkermiddenvelder.
In november 2022 werd Mladenović door bondscoach Dragan Stojković opgenomen in de selectie van Servië voor het WK 2022. Tijdens dit WK werd Servië uitgeschakeld in de groepsfase na nederlagen tegen Brazilië en Zwitserland en een gelijkspel tegen Kameroen. Mladenović kwam alleen tegen Brazilië in actie. Zijn toenmalige clubgenoot Artur Jędrzejczyk (Polen) was ook actief op het toernooi.
In mei 2024 werd Mladenović door Stojković opgenomen in de voorselectie voor het EK 2024 in Duitsland. Een week later werd hij ook opgenomen in de definitieve selectie. Servië werd in de groepsfase uitgeschakeld na een nederlaag tegen Engeland (0–1) en gelijke spelen tegen Slovenië (1–1) en Denemarken (0–0). Mladenović kwam op het EK in alle duels in actie. Zijn toenmalige clubgenoten Benjamin Verbič, Andraž Šporar, Adam Gnezda Čerin (allen Slovenië) en Samet Akaydin (Turkije) waren ook actief op het toernooi.

## Erelijst
| Competitie         |                    |                    |                    |                    |
| Competitie         | Aantal             | Jaren              |                    |                    |
| Rode Ster Belgrado | Rode Ster Belgrado | Rode Ster Belgrado | Rode Ster Belgrado | Rode Ster Belgrado |
| ------------------ | ------------------ | ------------------ | ------------------ | ------------------ |
| Lav Kup            | 1                  | 2011/12            |                    |                    |
| BATE Barysaw       |                    |                    |                    |                    |
| Vysjejsjaja Liha   | 2                  | 2014, 2015         |                    |                    |
| Supercup           | 2                  | 2014, 2015         |                    |                    |
| Lechia Gdańsk      |                    |                    |                    |                    |
| Puchar Polski      | 1                  | 2018/19            |                    |                    |
| Superpuchar Polski | 1                  | 2019               |                    |                    |
| Legia Warschau     |                    |                    |                    |                    |
| Ekstraklasa        | 1                  | 2020/21            |                    |                    |
| Puchar Polski      | 1                  | 2022/23            |                    |                    |
| Panathinaikos      |                    |                    |                    |                    |
| Kupello Elladas    | 1                  | 2023/24            |                    |                    |